# Archivo de las Cortes Valencianas
El Archivo de las Cortes Valencianas es un archivo español fundado en 1983, formado por el conjunto de documentos producidos o recibidos por las Cortes Valencianas, por sus órganos dependientes y por el generado por el personal trabajador durante el desarrollo de su función pública, así como por la documentación generada para su organización interna.

## Fondo
El fondo documental de las Cortes Valencianas está inventariado en el siguiente cuadro de clasificación:
- Funciones de explotación: documentación parlamentaria:
  - 01‐Función legislativa/normativa.
  - 02‐Iniciativa legislativa ante las instituciones centrales del Estado.
  - 03‐Función presupuestaria y financiera.
  - 04‐Función de control e información.
  - 05‐Función de impulso.
  - 06‐Convenios de colaboración.
  - 07‐Función electiva.
  - 08‐Relaciones con la Sindicatura de Cuentas.
  - 09‐Relaciones con el Síndic de Greuges.
  - 10‐Diputados.
  - 11‐Grupos parlamentarios.
  - 12‐Presidencia.
  - 13‐Pleno.
  - 14‐Diputación Permanente.
  - 15‐Mesa.
  - 16‐Mesa de la Diputación Permanente.
  - 17‐Junta de Síndicos.
  - 18‐Comisiones.
  - 19‐Recursos ante el Tribunal Constitucional.
  - 20‐Funcionamiento de las Cortes.
- Funciones de gestión: documentación administrativa:
  - 30‐Administración general y organización.
  - 31‐Gestión de la información y de las comunicaciones.
  - 32‐Gestión de los recursos humanos.
  - 33‐Gestión de los recursos económicos.
  - 34‐Gestión de los bienes muebles.
  - 35‐Gestión de los bienes inmuebles.
  - 36‐Representación, relaciones públicas y protocolo.
  - 37‐Legislación y asuntos jurídicos.

Además, el Archivo custodia la documentación relativa a la Junta Electoral de la Comunidad Valenciana.
Adicionalmente, ha adquirido diversas colecciones de interés para los investigadores, y ha conformado una biblioteca auxiliar sobre temas archivísticos y sobre tratamiento de documentación parlamentaria.

## Servicios
El archivo ofrece servicios de orientación en las búsquedas bajo demanda, apoyo a la elaboración de productos documentales (resúmenes, tablas, índices, listas, gráficos...), dosieres de tramitaciones y dosieres temáticos y toponímicos.